# Ђинџоу
Ђинџоу (晋州) град је Кини у покрајини Љаонинг. Према процени из 2009. у граду је живело 590.257 становника.

## Становништво
Према процени, у граду је 2009. живело 590.257 становника.
| 1990.   | 2000.   | 2009    |
| ------- | ------- | ------- |
| 591.653 | 603.028 | 590.257 |